# PlayStation App
PlayStation App est une application logicielle pour les appareils iOS et Android développée par PlayStation Mobile Inc. Elle sert d'application compagnon pour les consoles de jeux vidéo PlayStation, offrant un accès aux fonctionnalités communautaires du PlayStation Network ainsi qu'au contrôle à distance.
Le services est compatible avec la PlayStation 4 et la PlayStation 5.

## Fonctionnalités
L'application permet aux utilisateurs de :
- Voir quels amis sont en ligne et aux jeux auxquels ils jouent.
- Recevoir des notifications, alertes de jeu et invitations.
- Personnaliser le profil PSN.
- Visualiser les progrès et comparer les trophées.
- Suivre les dernières activités des amis et des joueurs suivis.
- Acheter des jeux et des extensions sur le PlayStation Store, et envoyer des requêtes à distance à la PS4 pour télécharger en arrière-plan.

Sony a également développé d'autres applications pour compléter l'application principale, telles que PlayStation Messages pour échanger des messages avec les utilisateurs PSN, PlayStation Communities pour consulter les communautés PS4, et PS4 Second Screen, pour utiliser l'appareil comme écran secondaire sur certains jeux PS4 ainsi qu'un clavier à l'écran pour une saisie rapide et facile.

## Historique des mises à jour
L'application a été lancée initialement exclusivement sur les marchés européens le 11 janvier 2011, incluant l'accès aux trophées et amis PSN, ainsi qu'au PlayStation Blog et aux informations sur les jeux à venir.
Avec le lancement de la PS4 en Amérique du Nord le 15 novembre 2013, l'application a été repensée et est devenue disponible dans le monde entier. La version 1.70 est sortie le 30 avril 2014, ajoutant notifications, liens de demandes d'amis et images de profil personnalisées. La version 2.00, sortie le 27 octobre 2014, ajoutait la prise en charge des tablettes. La version 2.50 sortie le 26 mars 2015 ajoutait des options d’accessibilité. La version 3.00, sortie le 30 septembre 2015, ajoutait les Événements et la connexion invité. La version 3.10 a ajouté la possibilité de suivre les joueurs vérifiés et la partie messagerie a été séparée en sa propre application. La version 3.50 a ajouté la création d'événements. La version 4.00 a permis aux utilisateurs de changer leur avatar PSN directement depuis l'application. Une nouvelle application, PlayStation Communities, a été lancée le 29 novembre 2016.
La PlayStation App a été entièrement repensée le 7 novembre 2017, avec des temps de chargement améliorés. La fonctionnalité d'écran secondaire a été séparée en sa propre application et la possibilité de visionner les diffusions en direct ainsi que de supprimer les listes de trophées avec un taux de complétion de 0 % a été supprimée.
La PlayStation App a de nouveau été entièrement repensée le 28 octobre 2020, avec des options pour lancer des jeux à distance, gérer le stockage et se connecter à une console. Les utilisateurs peuvent acheter et télécharger des jeux directement sur leur PlayStation 4 ou PlayStation 5,.